# Juan Amador

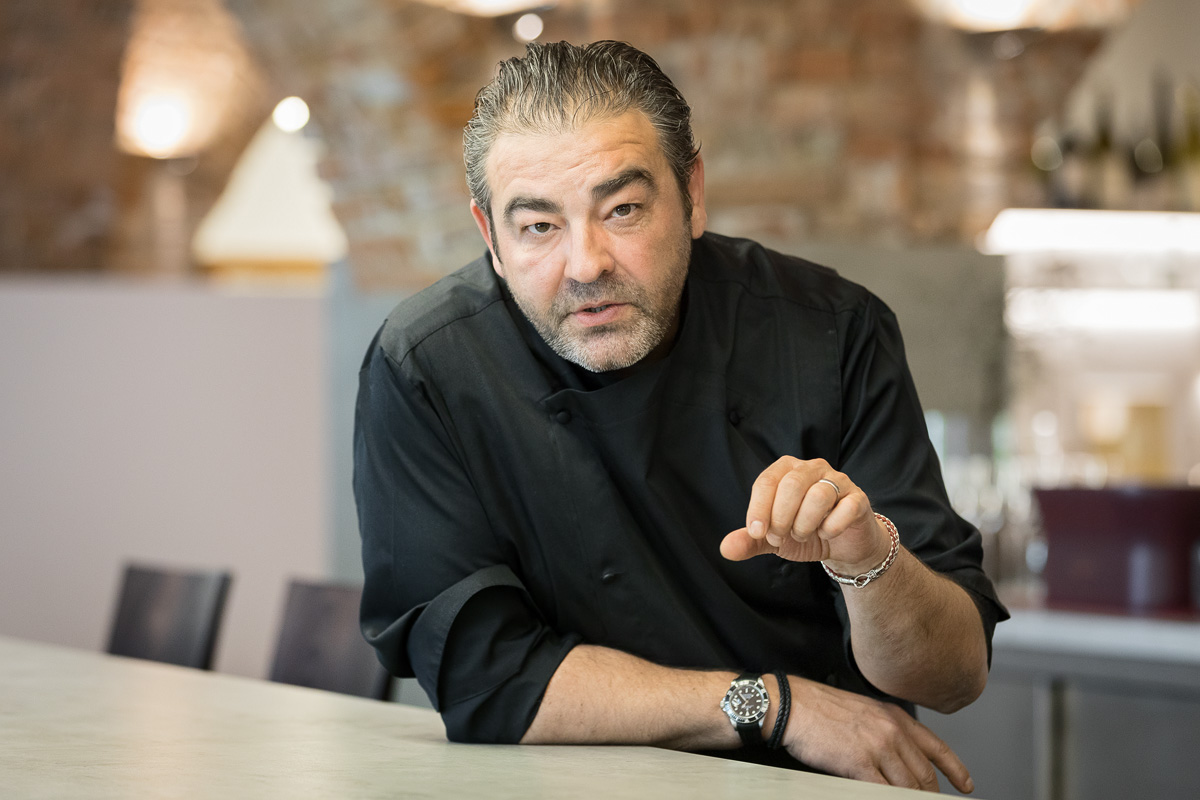
Juan Amador, 2018

Juan de la Cruz Amador Perez (* 10. Dezember 1968 in Waiblingen) ist ein deutscher Koch.

## Biografie
Juan Amador ist ein Sohn spanischer Gastarbeiter. Nach der Ausbildung bei Walter Hofmann im Gasthof Lamm in Strümpfelbach und zwei weiteren Anstellungen im Hotel Alter Wirt in Grünwald bei München und im Schlosshotel Bühlerhöhe, Schwarzwaldhochstraße, wechselte er 1990 zum Waldhorn in Ravensburg zu Albert Bouley und wurde hier Souschef. 1993 wurde er Küchenchef im Restaurant Petersilie in Lüdenscheid, das mit einem Michelin-Stern ausgezeichnet wurde. 1997 wechselte er zum Restaurant Fährhaus Munkmarsch auf Sylt (ein Michelin-Stern). Seine nächste Station als Küchenchef, das Restaurant Carême (selbstbewusst benannt nach einem der bedeutendsten Köche seiner Zeit, Marie-Antoine Carême) im Schlosshotel Die Weyberhöfe in Sailauf bei Aschaffenburg erhielt 2000 wiederum einen Stern, 2002 folgte der zweite Michelin-Stern.
Im Februar 2004 eröffnete er sein eigenes Restaurant Amador in Langen bei Frankfurt am Main. Seit dem Guide Michelin 2008 wurde es mit drei Michelin-Sternen ausgezeichnet. 2007 erhielt sein zweites Restaurant Tasca in Wiesbaden ebenfalls einen Michelin-Stern. Zwei Jahre später musste er das Tasca mangels wirtschaftlichen Erfolges schließen. Von Juli 2009 bis Juni 2011 betrieb er das Amesa in Mannheim, das 2009 auch mit einem Michelin-Stern ausgezeichnet wurde. Im August 2011 zog das Restaurant Amador nach Mannheim in die Räumlichkeiten des ehemaligen Amesa um. Dort wurde es im November 2011 erneut mit drei Sternen ausgezeichnet. Im November 2012 musste die Amador AG Insolvenz anmelden; der Restaurantbetrieb ging jedoch weiter.
Von Dezember 2013 bis Juni 2017 war Amador zudem Patron des Restaurants Sra Bua by Juan Amador, das ein asiatisch-europäisches Konzept hatte.  Im Mai 2015 schloss er sein Restaurant Amador in Mannheim. Im selben Jahr eröffnete im Goodwood Park Hotel in Singapur das Restaurant Alma, für das Amador das kulinarische Konzept beisteuerte und das 2016 ebenfalls mit einem Michelin-Stern ausgezeichnet wurde.
Im April 2016 eröffnete Amador in Wien sein Restaurant Amador im 19. Bezirk, das bis Ende 2017 als Amadors Wirtshaus und Greißlerei betrieben wurde. Das Restaurant wurde 2017 mit zwei Michelin-Sternen ausgezeichnet. 2019 folgte ein dritter Michelin-Stern, als erstes Restaurant in Österreich. 2016 war er Gegner von Tim Mälzer im TV-Koch-Format Kitchen Impossible.
Im November 2017 agierte er als Gastjuror in der fünften Folge der fünften Staffel von The Taste. Im Frühjahr 2017 begleitete er die konzeptionelle Umsetzung des Kitch Bar & Grill. Das Restaurant erhielt den Beinamen by Juan Amador. Die Zusammenarbeit wurde im Dezember 2017 von Amador gelöst. 2018 war er erneut bei Kitchen Impossible zu sehen, dieses Mal als einer der Juroren von Mälzers Aufgabe in Wien. Im Jahr 2020 gründete er gemeinsam mit dem bekannten Wiener Winzer Fritz Wieninger einen Weingartenheurigen in Grinzing auf dem Steinberg. Im Dezember 2023 war er im Finale von The Taste erneut als Gastjuror zu sehen.
Sein Bruder Antonio war 2024 bei Rosins Restaurants als Koch des Ausflugsrestaurants Naturfreundehaus Strümpfelbach in Weinstadt zu sehen.

## Stil
Während seiner Zeit in Langen ab 2004 beschäftigte sich Amador verstärkt mit den damals neuen Methoden der Molekularküche, die aus Einflüssen der Chemie- und Lebensmittelindustrie abgeleitet sind und neuartige Konsistenzen, Zusammenstellungen und Aromen ermöglichen. In seiner Kreativwerkstatt experimentierte Amador auch mit Geräten aus dem Laborbedarf, die mit präziser Messtechnik beispielsweise mehrere Tage andauernde Garvorgänge erlaubten.
Die Basis der Rezepte bildete die klassische Küche Kataloniens, Frankreichs und des Baskenlandes. Amador betonte selbst mehrfach, sich in einer Reihe mit den spanischen Vorbildern Ferran Adrià und Juan Mari Arzak zu sehen. Nach Auffassung des Restaurantkritikers Jürgen Dollase unterscheidet sich Amador von diesen dadurch, dass es „bei ihm oft wesentlich besser schmeckt als bei der spanischen Konkurrenz.“

## Mitgliedschaften
- Relais & Châteaux
- Vereinigung von Spitzenköchen Traditions et Qualité – Les Grandes Tables du Monde
- Ehemaliges Mitglied der Kochvereinigung der Jungen Wilden, einer Initiative von Otto Koch

## Auszeichnungen
- 2005: Restaurant des Jahres, Restaurantführer Der Feinschmecker[2]
- 2008: Drei Sterne im Guide Michelin für das Restaurant Amador
- 2008: 1. Platz in der Kategorie „Der Avantgardist“, Koch der Köche Voting auf restaurant-ranglisten.de[2]
- 2016: Ein Stern im Guide Michelin für das Restaurant Alma in Singapur
- 2017: Zwei Sterne im Guide Michelin für das Restaurant Amadors Wirtshaus und Greißlerei
- 2019: Drei Sterne im Guide Michelin für das Restaurant Amador (ehemals Amadors Wirtshaus und Greißlerei)[10]

## Publikationen
- Tapas. Das Kochbuch. Tre Torri, Wiesbaden 2006, ISBN 978-3-937963-38-9.